# Corieltauvi

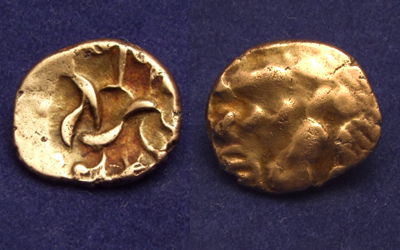
Gouden stater van de Corieltauvi.

De Corieltauvi waren een Keltische volksstam die vóór de Romeinse tijd in het oostelijke deel van de Midlands woonden. Het gebied komt grotendeels overeen met het huidige East Midlands en omvat Lincolnshire, Leicestershire, Nottinghamshire, Derbyshire, Rutland en Northamptonshire. Hun hoofdstad was Ratae Corieltauvorum (huidige stad Leicester). Het gebied van de Corieltauvi grensde in het noorden aan de Brigantes, de Cornovii in het westen, de Dobunni en Catuvellauni in het zuiden en de Iceni in het oosten.
De Corieltauvi hadden een hoofdzakelijk agrarische samenleving met kleinere autonome stammen die samen een federatie vormden. Hun hoofdstad Ratae Corieltauvorum (huidige stad Leicester) werd in 44 na Chr. door de Romeinen veroverd. De grote Romeinse heerweg 'Fosse Way' doorkruiste hun territorium.
In het begin van de eerste eeuw n.Chr. sloegen de Corieltauvi munten met omschrift waarbij soms meerdere heersers werden vermeld. In 2000 werd in de buurt van Hallaton (Leicestershire) een belangrijke schatvondst ontdekt met grotendeels munten van de Corieltauvi.